# Rudolf Sack
Rudolf Sack war ein deutscher Angler und Buchautor.

## Wirken
Rudolf Sack modernisierte seit den 1970er Jahren die Angeltechnik in Deutschland. Nach angelsächsischem Vorbild führte er das Specimenhunting in Deutschland ein. Dazu entwickelte er Techniken, um gezielt bestimmte Fischarten und darin sogar bestimmte Altersklassen (z. B. nur große schwere Exemplare einer bestimmten Art) zu befischen, statt nach Zufallsmethoden auf alle Arten anzusitzen. In diesem Zusammenhang war er im deutschsprachigen Raum ein Pionier des Boiliefischens auf Karpfen.
Auch führte er neue Angelgeräte aus dem englischsprachigen Raum in Deutschland ein. So zum Beispiel die vom englischen Autor Fred Foster seit 1976 propagierte Schwingspitze. Weil solche Ruten in Deutschland zu der Zeit noch nicht im Handel erhältlich waren, adaptierte Rudolf Sack die Schwingspitze in abgewandelter Form als bleibeschwerte Messingnadel, die mit einem Karabiner oder Sprengring in den Spitzenring eingehängt wurde, so dass sie mit den in Deutschland zur damaligen Zeit erhältlichen Ruten kombiniert werden konnte.
Sack machte sich auch einen Ruf als Aufklärer gegen unreflektiertes Anglerlatein und Glaube an Wunderrezepte. So unterzog er kursierende Vorurteile gerne systematisch einer empirischen Überprüfung. Am bekanntesten in diesem Zusammenhang sind seine Experimente und öffentlichen Demonstrationen an seinem Hausgewässer der Ems, in denen er etwa mit reinem Fensterkitt als Köder oder Angelteig mit zugemischten Tabak zeigte, dass selbst mit solchen Ködern große Fänge erzielt werden können, wenn nur Köderform und Angeltechnik gezielt eingesetzt werden.

## Publikationen
- Erinnerungen… Angeltage an der Ems. Autobiografischer Essay. In: Jahrbuch des Emsländischen Heimatbundes. Band 19/1972.[1]
- Mit dem Großvater an der Ems. Autobiografischer Essay. In: Jahrbuch des Emsländischen Heimatbundes. Band 20/1973[2]
- Große Fänge: Angelerfolge in See, Fluß und Meer. Parey, Hamburg/Berlin 1974, ISBN 3-490-11514-7.
- Biss auf Biss: Erfolg mit meinen Angelmethoden. Parey, Hamburg/Berlin 1976, ISBN 3-490-12114-7.
- Karpfenfang. Parey, Hamburg/Berlin 1977, ISBN 3-490-11314-4.
- Hochseeangeln: Ein Fangbuch für große und kleine Meeresfische. Parey, Hamburg/Berlin 1980, ISBN 3-490-10514-1.
- mit Dieter Schicker: Zanderangeln. Parey, Hamburg/Berlin 1984, ISBN 3-490-42614-2.